# Casa Rodríguez-Avero-Sánchez
La Casa Rodríguez-Avero-Sánchez es una casa histórica con origen en el siglo XVIII en época de la Florida española en San Agustín, Florida, Estados Unidos.

## Historia
Fue construida en época de la Florida española, en 1762. Pertenece al conjunto de casas históricas de San Agustín, junto a la casa González Álvarez, la Antigua Casa del Tesoro, la casa Avero, o la casa de Don Raimundo Arrivas. Primero fue propiedad de la familia de Fernando Rodríguez y después, de la familia de Antonia Avero. Inicialmente a la vivienda se accedía a través del patio, no directamente desde la calle. En 1803 fue reformada por Juan Sánchez.
Los revestimientos de madera de la segunda planta datan de época de los EE. UU., de 1830. La casa fue propiedad de la familia Watkins hasta 1926. 

## Descripción
Situada en el número 53 de calle Saint George, se trata de un edificio de tres plantas, construido con piedra de coquina en la planta inferior y de vigas de madera en las superiores. 
El 16 de abril de 1971 fue añadido al Registro Nacional de Lugares Históricos de Estados Unidos.

## Galería

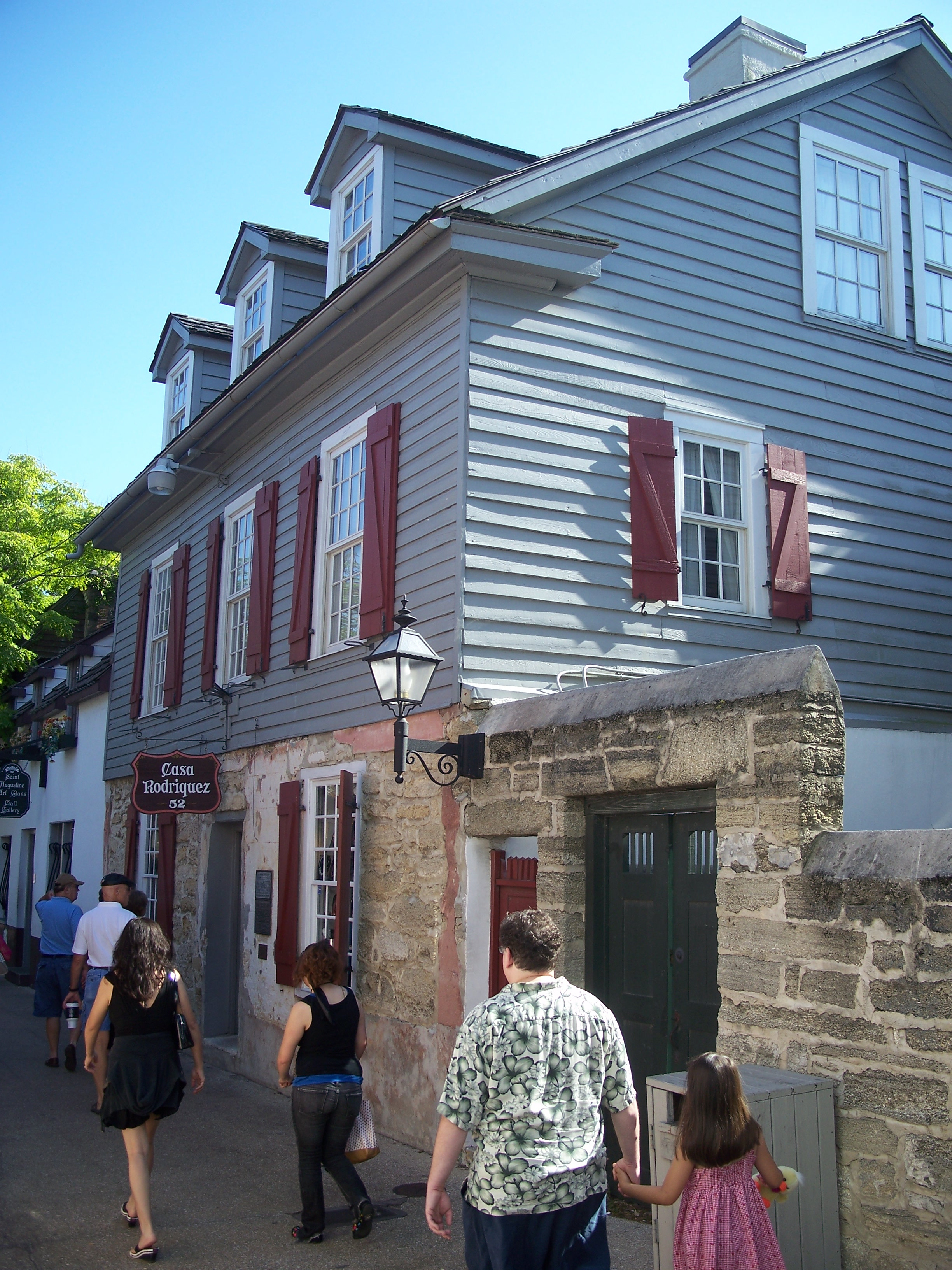
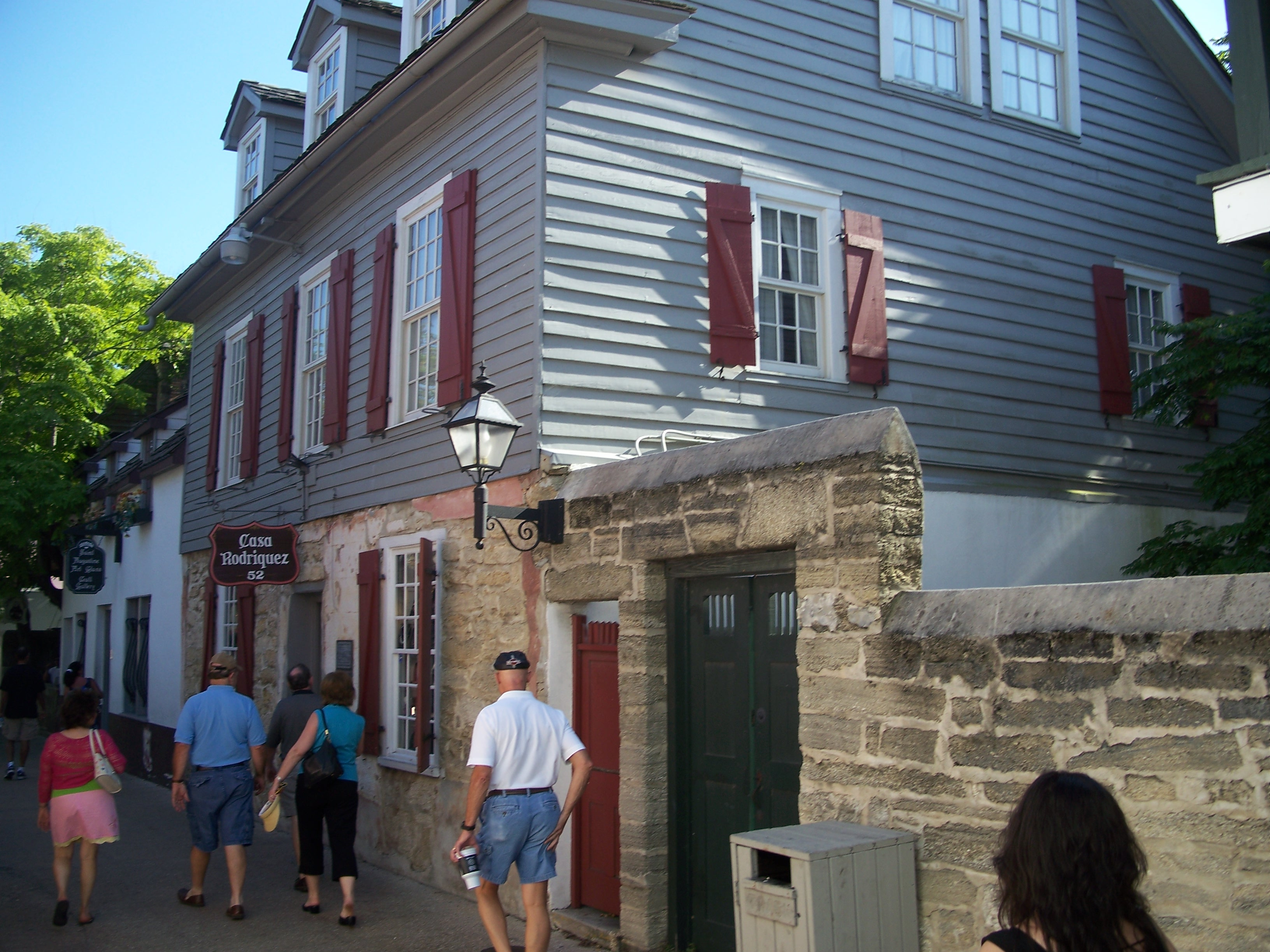
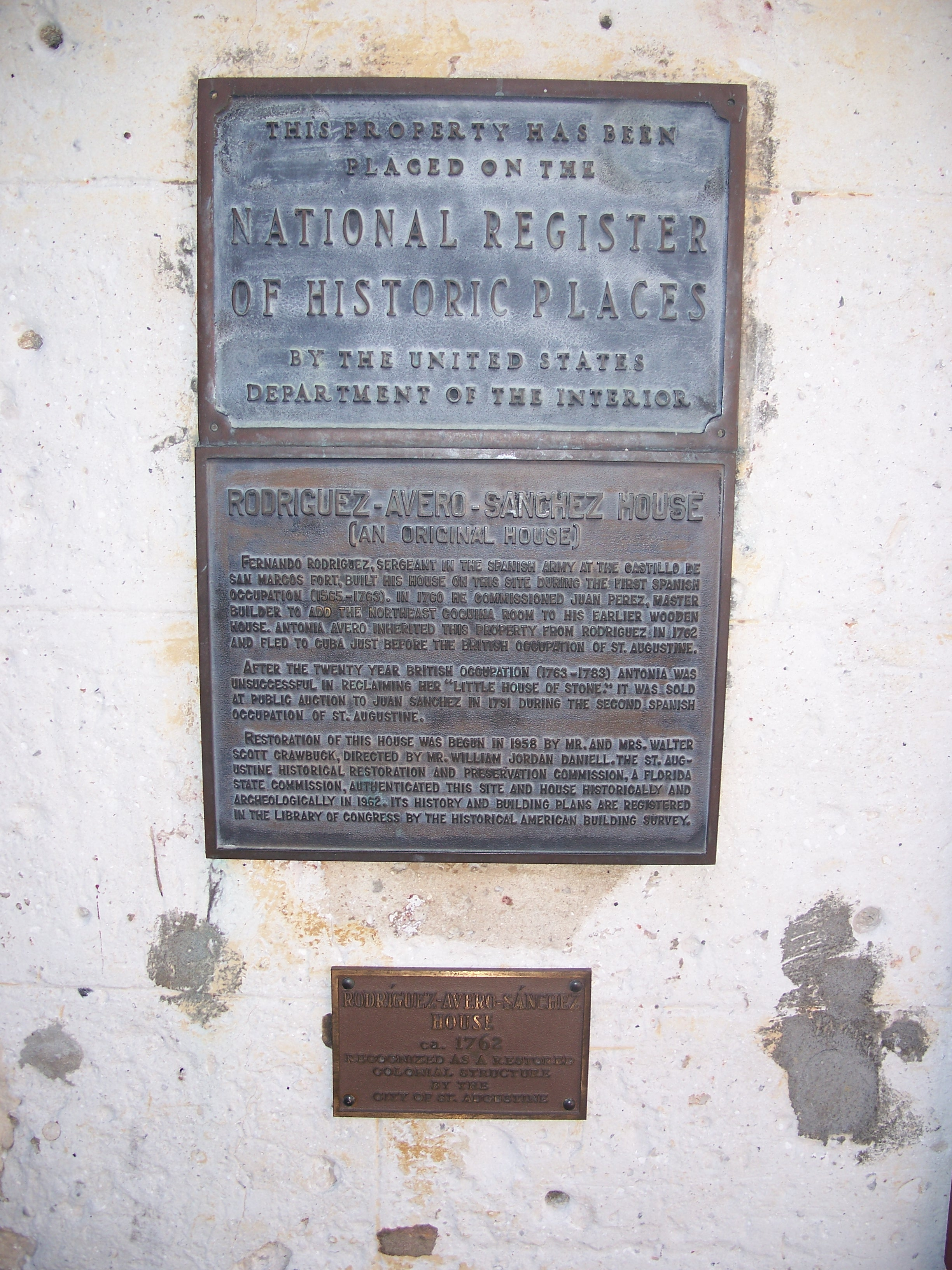